# Winning Back His Love
Winning Back His Love é um filme mudo norte-americano de 1910 em curta-metragem, do gênero drama, dirigido por D. W. Griffith, baseado na história de Winning Back Her Love, escrito por Anthony Donnelly. O filme foi produzido pela Biograph Company.